# 真理

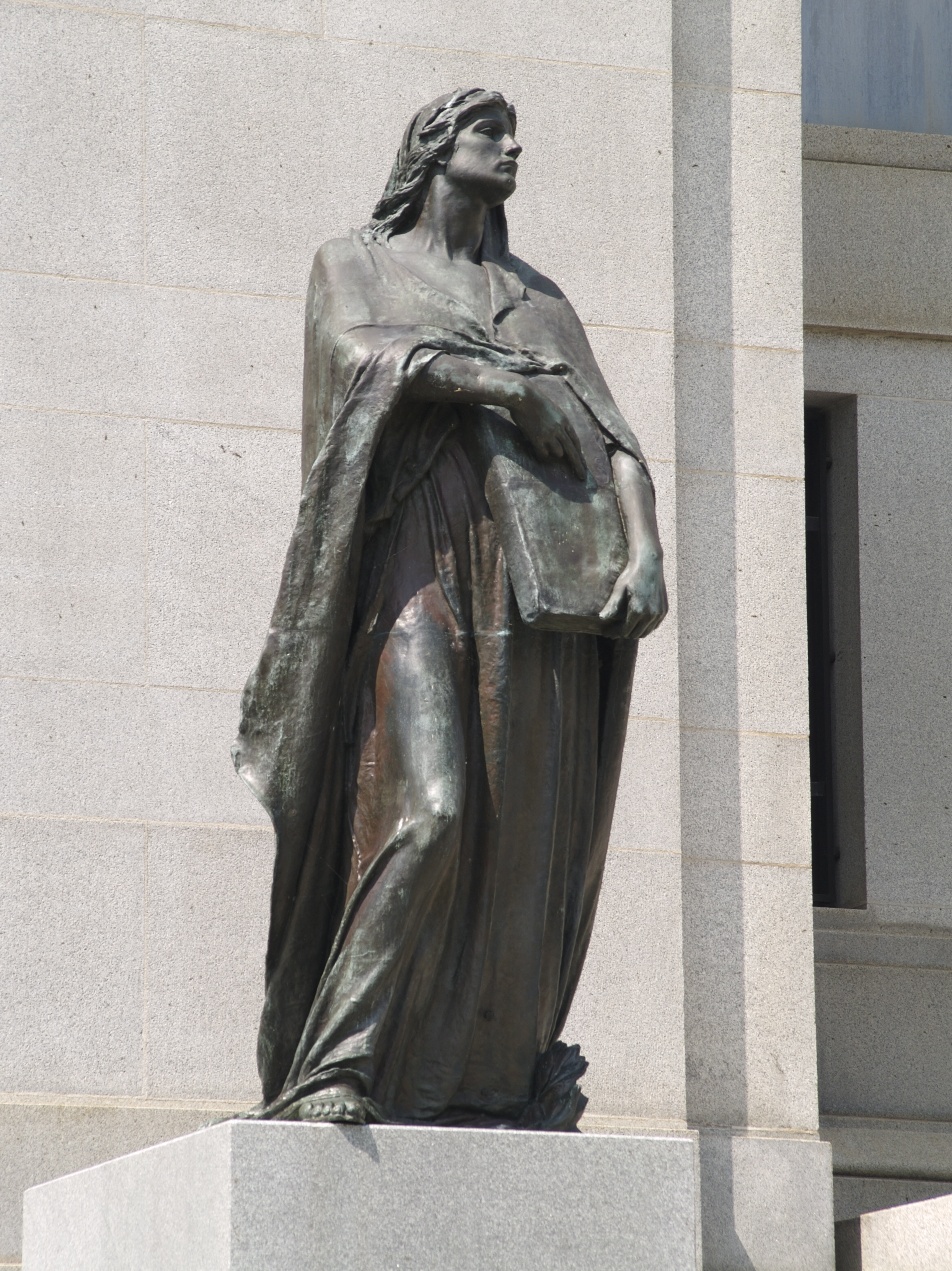
"Truth". Supreme Court. Sculptor, Walter Allward

真理（しんり、希: ἀλήθεια、羅: veritas、英: truth、仏: vérité、独: Wahrheit）は、確実な根拠によって本当であると認められたこと。ありのまま誤りなく認識されたことのあり方。真実とも。
西欧哲学において、真理論（英語: truth theory, theory of truth）は論理学や認識論においてとりわけ主題化される。真理は、現実や事実と異なり、妨害・障害としての虚偽・誤謬を対義語としており、露わさ、明らかさ、隠れなさに重点がある。そのものありのままであり、あらわであり、その本質が覆われていない、という意義に関しては、哲学的には本質主義や同一性とも関わりが深い。
真理論の歴史は、古代ギリシアに始まる。人間を尺度とする相対的なものの見方に反論する形で、永遠性・普遍性を有する真理の概念が生まれた。このような絶対性を内実とする真理概念は独断主義を生み、これに対する防衛・反抗が懐疑主義を生んだ。そのどちらにも陥らず、確実な知識の基礎付けを求めて近代の認識論が始まり、その後、真理の担い手が思惟・観念・判断、命題、「事物」（羅：res、レス）等のいずれであるか、について議論がなされてきた。現代論理学では真理の担い手は命題であるとされ、真と偽を合わせて真理値という。論理学で、「Pは○か○でないかのいずれかである（○であり、かつ○でない、ということはない）」という形をした文は○の内容に関係なく正しいので、これは「形式的真理」と呼ばれ、思惟と思惟自身の一致と定義される。このような形式的な形相についてではなく、質料について真理が語られるときは「実体的真理」という。判断について真理が語られるときを「認識論的真理」といい、存在について真理が語られるときを「存在論的真理」という。現代の真理概念は様々な形で修正を受け、相対的な傾向を強めている。
論証する、つまり、言語による表現であることが真理に不可欠であり、哲学的にはロゴスとも関わりが深い。東洋には不言真如という概念もある。
人間を自由にするものとしての真理が説かれることもある。キリスト教では「真理はあなたたちを自由にする（ヨハネ8章32節） 」と説かれている。仏教では、人間を苦しみから解放する真理をあらわす「法」が説かれる。

## 西洋哲学における真理論
真理とは何か、についての研究を真理論という。以下に代表的な説を挙げる。
1. 真理の対応説（correspondence theory of truth）：「思惟」と「事物」（羅：res、レス）が一致ないし対応していることが真理であるとする。アリストテレス、トマス・アクィナス、イマヌエル・カント、カール・マルクス、バートランド・ラッセル、前期ルートヴィヒ・ウィトゲンシュタイン、アルフレッド・タルスキ、カール・ポパー
2. 真理の整合説：他の命題と整合的な認識が真理であるとする。公理的で演繹的な真理観。中期プラトン、ライプニッツ、スピノザ、ヘーゲル
3. 真理の明証説：意識に対して明証的に現れるものを真理とみる。ルネ・デカルト、エトムント・フッサール
4. 真理の実用説（有用説）：生にとって有効・実用的な認識を真理であるとする。フリードリヒ・ニーチェ、ウィリアム・ジェイムズ
5. 真理の合意説：合意された認識を真理であるとする。チャールズ・サンダース・パース、ユルゲン・ハーバーマス
6. 真理の定義不可能説：命題Pは命題「命題Pは真である」と同値であるから、真理の概念は定義不可能であるという立場。フレーゲ
7. 真理の余剰説（redundancy theory of truth）：命題Pは命題「命題Pは真である」と同値であるから、真理の概念は無用な余剰であるとする。フランク・ラムゼイ
8. 規約主義：真理はその言語体系における規約に依存するという立場。アンリ・ポアンカレ、デュエム、オットー・ノイラート

## 歴史

### 古代

#### プロタゴラス 人間は万物の尺度である 相対主義
真理の歴史は古代ギリシアに遡る。プロタゴラスは、『真理』と題する書物の中で、「人間は万物の尺度である」とし、ある人には風は温かく感じられ、別の人には冷たく感じられるので、風そのものは温かいのかそれとも冷たいのかという問いには答えがないと述べたと伝えられている。簡単に言えば、判断基準は自分自身という人間である。万物の尺度を科学的で客観性をとる原理や観測ではなく、自分という人間の主観がものさしとなる感想や意見が万物の尺度のひとつであり、絶対的判断基準はなくそれぞれの人間の思いとし、人間には絶対的な共通の認識はないとする。このようにして、まず、真理の相対性が主張された。

#### プラトン 永遠・普遍の真理

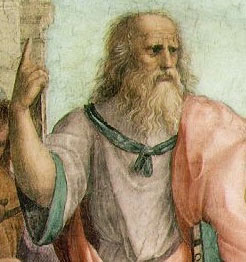
プラトン（紀元前427年 - 紀元前347年）

プラトンは、対話篇『テアイテトス』において、登場人物に、プロタゴラスの真理の相対性の主張を批判させている。本対話篇では、「知識とは何か?」という認識論な問いに対し、知識とは常に存在し、疑いなきものであるとの対話者間の共通の前提から、テアイテトスはまず知識とは知覚であると主張する。これに対して、ソクラテスは、知覚は人それぞれによって異なるものであるとした上で、「人間は万物の尺度である」と主張して相対主義を唱えたプロタゴラスを引き合いに出し、彼が自らの思いが真であると固執すれば、自らの思いが偽であると認めざるを得なくなると述べる。
プラトンの真理の相対性に対する反論は自己矛盾というものであるが、引き続き、彼は、『パイドン』において、パルメニデスの不生不滅の考えとヘラクレイトスの万物流転の考えを調和させようとの見地から、この現実の世界は仮象の生成流転する世界であって永遠に存在するものはなにもないが、イデアの世界は真実在であるとして世界を二元的に理解し、イデアの世界における真理の絶対性を主張する。そこで前提とされている永遠不滅の真理は、死すべき運命にある仮象の現実の世界に住む者どもに対し、それを超越したイデアの世界における永遠不滅の魂の存在を証明するためのものであった。
プラトンは、引き続き、対話篇『国家』において、仮象の現象界における真理について言及する。彼にとって、真理とは永遠かつ普遍的なものでなければならないが、それは実体であるイデアの世界にしかないものであり、この現実の世界は仮象の生成流転する世界であって永遠に存在するものはなにもない。弁論術による対話において、まず仮説を立て、これから演繹されるもろもろの帰結が相互に整合していれば、それは現象界における真理と認めてもよいが、対話によってその整合性が破られれば、その仮説は廃棄されなければならない。プラトンの著作が対話篇という形をとり、その結末がアポリアを呈示する形で終わっているのは、このようなプラトンの思想を反映したものである。
このように、プラトンは真理は永遠普遍なものとしつつも、それをイデアの世界に限定したため、仮象の現象界における真理は命題間調和を基準とする整合説を主張するにとどまった。彼が創始したアカデメイアでは、弁論術による対話を繰り返し、真理に近づこうと努力したが、皮肉なことに懐疑主義的なアカデメイア派を生み出すことになる。後世に、このアカデメイア派と対立したのが、プラトンの思想を新たな形で復活させたアウグスティヌスだった。

#### アリストテレス 対応説

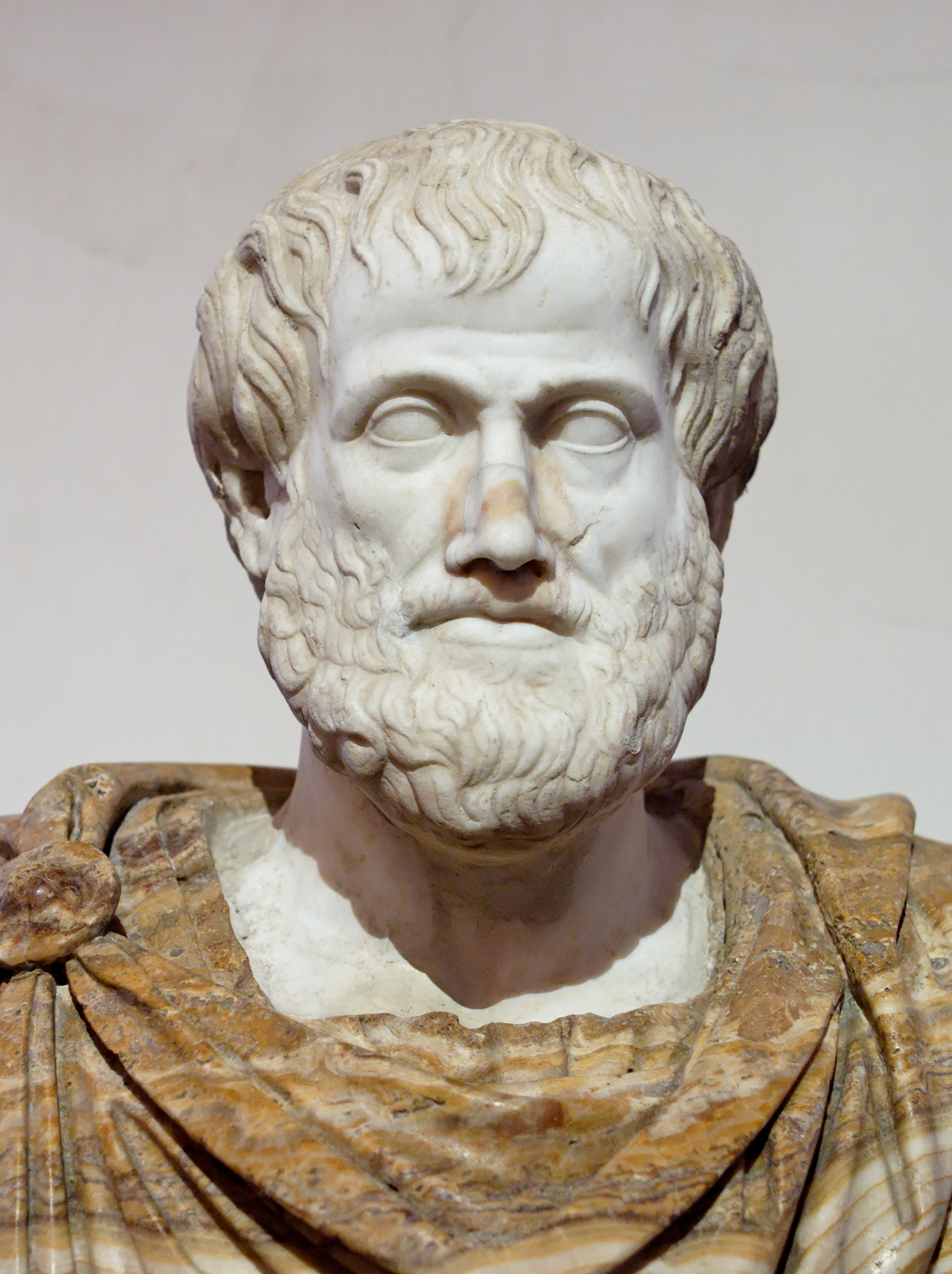
アリストテレス（紀元前384年 - 紀元前322年）

アリストテレスは、プラトンと同じく真理を永遠普遍なものとしながらも、プラトンがイデアが個物から離れて実在するとしたことを否定して批判的に承継し、真理を認識する体系的構造を整備し、後に「真理の対応説」と呼ばれる真理論を展開し、後世に大きな影響力をもった。
まず、彼は、学問体系の整備を始め、「論理学」は確実な知識を手に入れるという目的のための「道具」（organon）であるとする。論理学においては、「Pは○か○でないかのいずれかである（○であり、かつ○でない、ということはない）」という形をした文は○の内容に関係なく正しい。真理に到達するためには知識は確実なものでなければならないが、そのための道具の性能をまず問題にした。彼のこのような着眼点は現代真理論における記号論理学の発展を準備したものともいえる。
ついで、彼は、学問を、「理論」（テオリア）、「実践」（プラクシス）、「制作」（ポイエーシス）に三分した上で、理論学を「自然学」と「形而上学」、実践学を「政治学」と「倫理学」、制作学を「詩学」に分類した。そして、その著書『形而上学』において、形而上学は存在するものについての「第一哲学」であり、始まりの原理についての知であるとし、「PはQである」という命題は真か偽かのどちらかであり、有を無、無を有と論証するのが虚偽であり、有を有、無を無と論証するのが真であるとした。そこでは、存在者の「有・無」という「存在論」が基礎にあり、これを「論証する」という「判断」が支えている。判断は真であることによって知識となるから、そこでは、真理とは思惟と実在の一致と定義され、真理論と認識論と存在論がロゴスにおいて一体不可分のものとして語られていた。
そして、彼は、プラトンのイデアと区別してエイドス（形相）とヒュレー（質料）の概念をとなえ、その上で、世界に生起する現象には「形相因」と「質量因」があるとして、これを分け、前者をさらに「動力因」、「目的因」に分け、都合4つの原因（アイティアaitia）があるとした（『形而上学』Α巻・『自然学』第2巻第3章等）。これを四原因説という。例えば、家という存在者の形相因は家の形そのものであり、質量因は木・鉄等の材料であり、動力因は大工であり、目的因は住むことである。その上で、存在者を動態的に見たとき、潜在的には可能であるものが素材としての可能態であり、それとすでに生成したもので思考が具体化した現実態とを区別した。例えば、家を作るため大工が木を切り倒して切り出して材木を作っても、家はまだ完成しておらず、それは可能態であって現実態ではない。壁や瓦などの材料と組み合わさって家になって初めて現実態となる。
彼は、すべての存在者が可能態から現実態への生成のうちにあり、すべて現象に四つの原因があるという。すべての現象の目的をたどっていくともうこれ以上遡ることができない究極の目的が存在するはずである。それは、すべての存在の動力因であるが、自らは動く必要がなく、自らのことだけを思惟すればよく、他のものを思惟しない質料をもたない純粋形相として最高の現実性を備えたもの（不動の動者）があるはずである。これを彼は「神」と呼んだ。
アリストレスの学問体系は、その後、中世のスコラ学に引き継がれ、近代認識論が成立するまでは長らく支持されていたが、その後も現代にいたるまで唯物論的見地から主張された模写説（素朴実在論）・反映説（マルクス主義）や観念論的見地から主張された構成説など様々なバリエーションの対応説が主張された。バートランド・ラッセル、前期ウィトゲンシュタインも言語論の研究成果を受けて修正されているものの、対応説の一つに数えることができる。

### 中世

#### アウグスティヌス 懐疑主義との対決

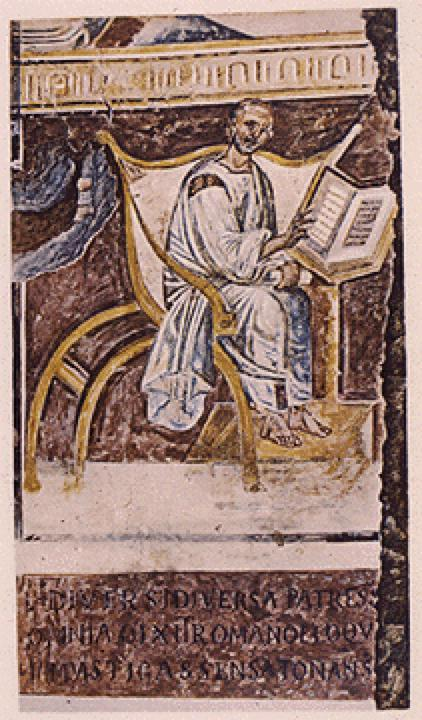
アウグスティヌス（354年 - 430年）

アウグスティヌスは若き日に懐疑主義の虜となったが、のちに神学者として「宗教的真理」を探究した人物である。彼は、懐疑主義者に対し、「わたしも疑う。ゆえにわたしは存在する。わたしは間違える。ゆえにわたしは存在する」として自己の存在の確実性を盾にした上で、神学者として、わたしは神と自らの魂を認識したいと望む。ここから真理の探究が始まる。
プラトンによれば、この世は仮象の世界であって真は存在しない。しかし、アウグスティヌスは、この点を修正し、世界はロゴス・真理によって創造されたのであるから、存在するものはすべて真である、とする（真理の存在論的側面）。それは、ヨハネ伝に、すべてのものはロゴスからできたとあるからである。人もこの世界の被造物の一つであり、その限りで魂は真理とつながっており、魂は真理を認識することができる（真理の認識論的側面）。そして、魂は「わたし」という意思であり、存在する実体であり、自律している。それゆえに、魂は探求するが、彼を探求に導くものは愛であり、愛は最後の憩いの場として万有の根源である神を求める。万有の根源である「神は存在である」（Deus est esse）。神が自己自身を認識することによって、われわれの認識が始まる。神は認識の原理であるとともに真理である。人は真理を認識するためには、感覚（外的人間）に頼るのではなく、理性（内的人間）によらなければならない。創世記には、神は人間を神の似姿として創ったとあり、神に似るのは動物にはない人間のみが有する理性部分だからである。理性は外に向かうのではなく、内部に向い、それを超えた至福の果てに真理を見る（真理の幸福論的側面）。
彼の真理論は、プラトンが真理を神とは独立別個のイデアに直結させていたのを修正しつつも、大筋においてプラトンの真理論を承継したものといってよい。彼の真理論は後にデカルトの懐疑論の克服に多大な影響を与えた。

#### トマス 独断主義との対決

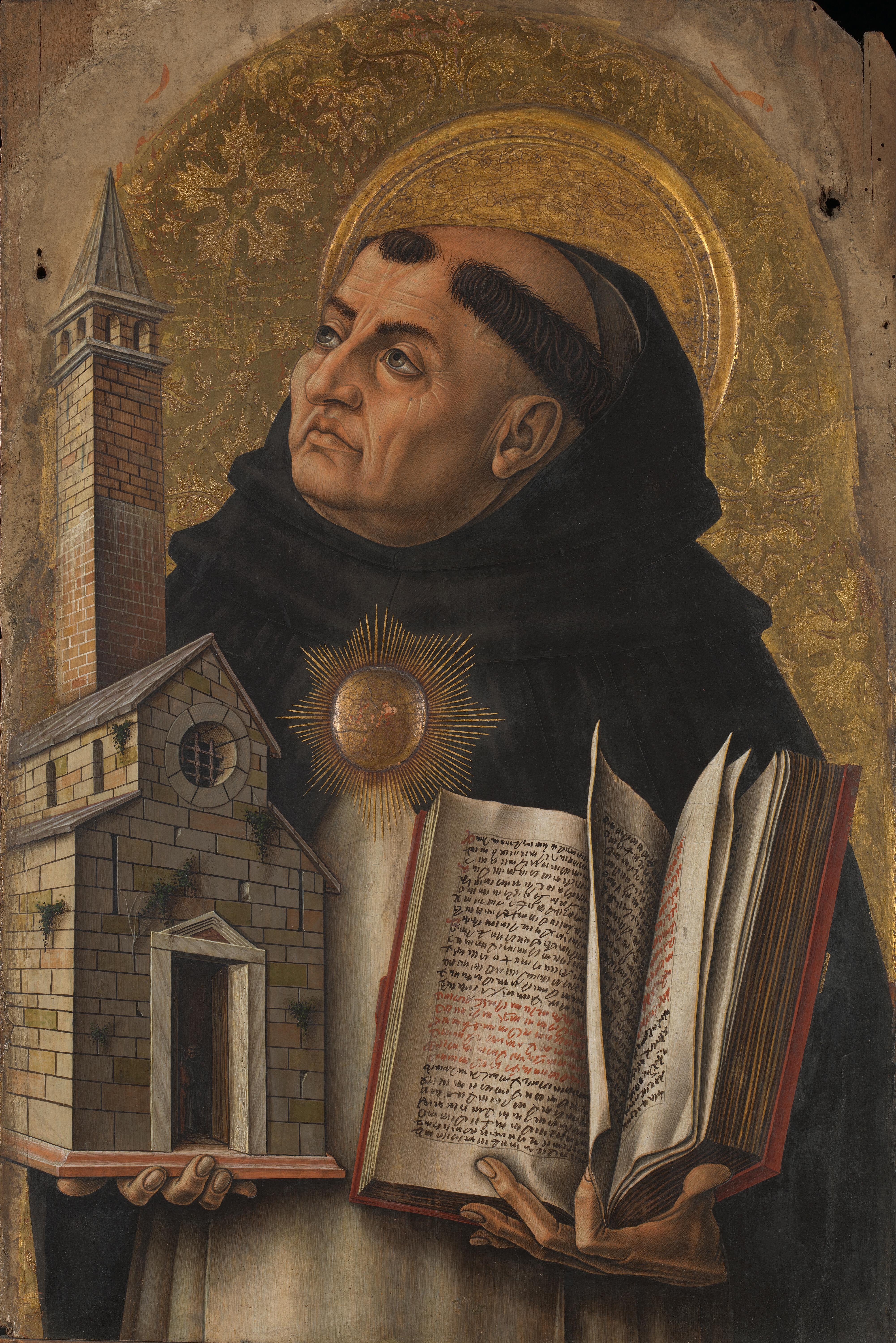
トマス・アクィナス（1225年頃 - 1274年）

トマス・アクィナスは、アリストテレスのロゴスを中心に認識論・存在論と一体化した真理論とキリスト教的神学を統合した人物であり、真とは思惟と事物の一致であるとして対応説をとる。トマスの生きた時代は、十字軍をきっかけに、アラブ世界との文物を問わない広汎な交流が始まったことにより、東ローマ帝国皇帝ユスティニアヌスの異教活動禁止のため、一度は途絶したギリシア哲学の伝統がアラブ世界から西欧に莫大な勢いで流入し、度重なる禁止令にもかかわらず、これをとどめることはできなくなっていた。また、同様に、商業がめざましい勢いで発展し、都市の繁栄による豊かさの中で、イスラム教徒であるとユダヤ教徒であるとキリスト教徒であるとを問わず、大衆が堕落していくという風潮と、これに対する反感が渦巻き、哲学者アリストテレスの註釈家と呼ばれていたアヴィケンナやアヴェロエスとは、キリスト教の真理を弁証する護教家として理論的に対決する必要に迫られていた。また、トマスは、同様に、アビケブロンのみならず多くのユダヤ人思想家とも対決をしなければならなかった。異教徒との対決は懐疑主義との対決というより、（それが異教徒に向くか自身の足元に向くかはともかく）独断主義との対決であった。
トマスは、異教徒であったアリストテレスの真理論を承継しつつも、その上でキリスト教神学と調和し難い部分については、新たな考えを付け加えてキリスト教神学の「宗教的真理」との調和を図ろうとしたのであり、哲学は「神学の婢」（ancilla theologiae）であった。アリストテレスは、すべての存在者の究極の原因である「神」（不動の動者）は質料をもたない純粋形相としていた。しかし、トマスにとって、神は、万物の根源であるが、純粋形相ではあり得なかった。旧約聖書の『出エジプト記』第3章第14節で、神は「私は在りて在るものである」との啓示をモーセに与えているからである。そこで、彼は、アリストテレスの存在論に修正を加え、「存在－本質」（esse-essentia）を加えた。また、アリストテレスは、世界の根源を神と第一質量の二元的に考え、世界を始まりと終わりのない永遠なものとしていた。しかし、トマスにとって、世界は神によって無から創造されたものであった。そこで、彼は、アリストテレスが神を自らを思惟するのみで、他者を認識しないとしていた点を修正し、神は自らと他者をイデアによって認識するとし、世界は第一質量とともに神のみが創造したものとして一元的に把握した。
トマスによれば、魂は不滅であり、人間は、理性によって永遠普遍の神の存在を認識できる（いわゆる宇宙論的証明）。しかし、有限である人間は無限である神の本質を認識することはできず、理性には限界があり、人間が認識できる真理にも限界がある。もっとも、人間は神から「恩寵の光」と「栄光の光」を与えられることによって知性は成長し神を認識できるようになるが、生きている間は恩寵の光のみ与えられるので、人には信仰・愛・希望の導きが必要になる。人は死して初めて「栄光の光」を得て神の本質を完全に認識するものであり、真の幸福が得られる。

### 近世

#### デカルト 明証説

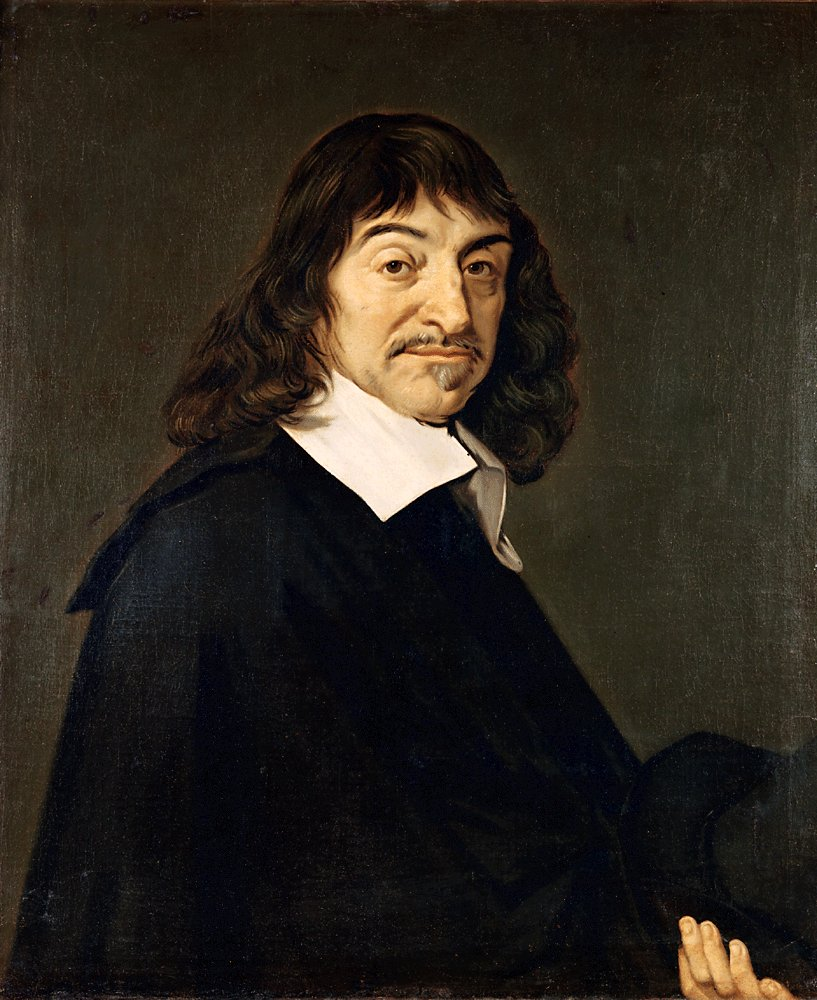
デカルト（1596年-1650年）

ルネ・デカルトは、数学・幾何学の研究によって得られた概念は疑い得ない明証的なものであり、理性による永遠真理であるとしたが、このような永遠真理は神によって創造されたのであり（永遠真理創造説）、他の被造物と同様神に全面的に依存するとし、そこから欺く神の存在を導き出す。そこから、彼は、いったんは数学的な永遠真理でさえ疑うという方法的懐疑論を唱え、ついには肉体を含む全ての外的事物が懐疑にかけられた後に、どれだけ疑っても疑いえないものとして純化された精神だけが残ると主張した。そこから、彼は、純化された精神に明晰かつ判明に現れるもののみを真理の基準として真理の明証説を提唱した。
このように、デカルトに始まる近代的認識論の成立によって、存在論と真理論がいったん切り離されて認識論と真理論が直結し、真理を人間の知性の内部に求める主観主義が成立した。
デカルトの明証説は、その後、カントの超越論的哲学を批判的に承継したエトムント・フッサールがとることになる。フッサールは、数学基礎論の研究から始め、事象そのものへ立ち返る現象学を創始したが、デカルトと同じく数学がその哲学の出発点となっている。フッサールが明証性の基盤について、どのように考えていたのかについては明らかでない点があるとされているが、いわゆる『危機書』によれば、それは生活世界ということになろう。事象に繰り返し立ち返ることによってなされる生活世界の無限の改訂可能性こそフッサールが示した真理である。

#### ライプニッツとヘーゲル 整合説
デカルトと同じく大陸合理論に立つライプニッツは、デカルトが明証という心理的なものを真理の基準としたことに反対し、すべての真理はアプリオリな分析命題であり、分析によって最終的には同一律に還元可能であると主張し、真理の基準を無矛盾性という論理的なものに置いた。アリストテレス以来の論理学を重視する学問体系が中期プラトンの整合説と結びついた。
整合説は、存在者を問題とせず、明証か論理的整合性かはともかく人間の知性内のものを真理の基準とする点で主観主義である。もっとも、整合説は、複数の整合的な主張がでてくる可能性を否定できず、プラトンが創始したアカデメイアから懐疑主義がでたように、基本的に相対主義的な側面がある。利害対立が錯綜する現代にいたると、そのような場合、補充的な真理の基準を併用するというアイデアがでてくることになる。それが実用説である。この実用説も主観主義の一つといってよい。
ヘーゲルは、永遠で変化しない真理という概念をひっくり返し、真理は弁証法によって発展するものであって、矛盾は真理の対立概念ではなく、かえって真理の発展原因なのであり、その発展運動の整合的全体こそが真理であるとした。ヘーゲルの整合説は、デカルトと同じく認識論を出発点としながらも存在論を含んである。カントは、主観/客観の二項対立図式を前提としつつ、現象と物自体を厳密に区別したが、ヘーゲルは弁証法により現象の背後にある物自体に絶対的精神が到達することを認めた。ヘーゲルの真理論は、矛盾を含む人間の生や非合理的で非理性的なものまで理性によって一元化するものであった。ヘーゲルに対する厳しい批判者であったニーチェはさらにもう一度真理という概念をひっくり返すことになる。

### 現代

#### ニーチェとジェイムス 有用説
ニーチェはある意味でカントの理論の継承者である。カントは、主観/客観の二項対立図式を前提としつつ、現象と物自体を厳密に区別し、ショーペンハウアーは、理性によっては認識できない物自体という概念を維持しつつ、現象とは私の表象であり、物自体とはただ生きんとする盲目的な意思そのものにほかならないとして理性を批判した。ニーチェは、このような図式を引き継ぎ、生とは、すべてを我がものとし、支配し、超え出て、より強くならんとする権力への意志であるとし、従来の真理の概念をひっくり返し真理は一種の誤謬であるとする。ただし、それはそれなしではある種の生物である人間が生きてはいけないという厳しい条件のついた誤謬であるとして、真理を理性と共に生に従属させ、人の生に有用であるか否かをもって真理の基準とした。
このように、ニーチェは大陸合理論におけるヘーゲル批判という文脈で真理の有用説に到達したが、これとは別の経路、つまりイギリス経験論を鍛えなおす形で有用説にたどり着いたのがウィリアム・ジェームズである。プラグマティズムは、論者によってそうとうな主張の相違があり、その内容は一様ではないが、おおむね経験・科学を重視して形而上学に反対し、キリスト教の伝統に則りながらも、進化論を否定しないという中庸で実利的な傾向を持つ。その主著『プラグマティズム』において、ジェームズは、相容れない脆弱型精神と強靭型精神の二種類の気質から哲学史の思想を区別し、その両者を媒介する思想が必要であり、それがプラグマティズムであるとする。それは、思想の意味を理解するためにはその思想がもたらす行動こそが全てであるとし、思想を自然を改変するための道具と位置づけ、思想が生存するために必要な実利に合致するならばそれは真理であり、真理の役割とは現実に思考を方向付ける過程にあるとする。他方で、彼は、厳しい自然の中で人間の生存に不可欠なものとして慣習的に発展してきた常識を重視し、性急な改革を戒める。真理とは長い時間をかけて常識によって発展してきた信用制度によって確立されており、信念や思想が反発されない限りはそれは真理として妥当する。ジェイムスのプラグマティズムは、相容れない脆弱型精神と強靭型精神の二種類の気質を区別し、これが媒介する思想が新たに社会を発展させていくという意味でヘーゲルの全体的整合説の影響を受けたものであった。

#### パースとハーバーマス 合意説
チャールズ・サンダース・パースは、カントの純粋理性批判・論理学・記号論から出発し、プラグマティズムを学問における意味を明確にする一提案ととらえ、真理の基準を研究者集団における研究者の意見の一致に求めたのであった。プラグマティズムの名づけ親ともいえるパースは、ジェームスらのプラグマティズムのむやみな拡張を批判し、自身の立場をプラグマティシズムと命名し直したのであった。
パースとは異なる経路で合意説に到達したのがドイツの哲学者ユルゲン・ハーバーマスである。彼は、フランクフルト学派の第二世代に属し、ヘーゲル・マルクス主義と科学の統合を目指す批判理論を承継していたが、英米圏の分析哲学の研究成果を取り入れ、コミュニケーション的転回を果たし、討論における合意を真理の基準とするに至った。
パースもハーバーマスも基礎づけ主義を批判し、可謬主義をとる。プラグマティズムのジェイムス、ローティも同様である。批判的合理主義のカール・ポパー、ハンス・アルバートなどほかにも可謬主義を採用するものがいるが、研究や思想が究極的な一致に向けて収束するかについて主張の相違がある。ポパー、ハーバーマス、パトナムは収束を認めるが、ローティ、クーンは収束を認めないので、相対主義的である。

#### ハイデッガー 存在の開示
フッサールは、フレーゲと共に心理主義を批判し、現象学を提唱した人物である。真理とは志向的対象が自体所持において根源的に与えられていることであるとしていた。アリストテレス以来多くの者が思惟と実在の一致、認識と存在の一致などデカルト的な主観/客観の二項対立図式を前提に対応説をとってきたが、現象学においてはかかる図式自体が放棄されており、真理は現象学的還元によって与えられるものとなる。彼自身は真理の基準として明証説をとったが、彼の弟子のハイデッガーは現象学を方法論として存在論に応用することで新たな真理論を打ち立てた。
マルティン・ハイデッガーは、ニーチェを形而上学の完成者であるとしてその真理論を批判し、プラトンに始まり現在に至るまで存在者のみに目を奪われ、存在を忘却する存在忘却の歴史に陥っているとした。彼は、まず、『存在と時間』において、真理の語源ギリシア語のアレーテイアーに遡って考察し、真理とは隠されたものを戦い奪う、つまり「隠れなさ」という意味であるとした。ついで、現象学的解釈学・基礎的存在論を展開し、人間は現存在であると同時に世界内存在であって、そもそも主観と客観の区別はなく、環世界に存在している。頽落して世間に埋没して存在する非本来的な現存在は、世間や自己の見方に執着しているので、内世界において出遭う存在者は非本来的な隠れたあり方をしている。したがって、生は、ニーチェが述べるように人間が認識しえるものではないが、真理は生に従属するだけのものではない。本来的な現存在が自身をこの執着から解放すれば、存在者が全体として自らを本来のあり方そのままで現れる。これが真理であり、その本質は自由である、とした。さらに、彼は、『ヒューマニズムについて』において、言葉こそ存在の家であり、言葉のうちにこそ真理は宿り、存在の明るみが性起する限りにおいて存在を己を人間に開示する。あらゆる知の根拠である存在の開示は、生の生成過程における生の自己差異化、二重性の表れであり、現存在が脱自的に存在者に身をさらしているときに真理は体験され、感じられるのであり、驚き、感動、落涙などを伴う、とした。
ハイデッガーの議論を踏まえて西部邁（評論家）は真理についてこう述べている。「探し当てられるべきは実在（真理）なのだが、実在は言葉を住（す）み処（か）とし、そして自分という存在はその住み処の番人をしている、ということにすぎないのだ。言葉が歴史という名の草原を移動しつつ実在を運んでいると思われるのだが、自分という存在はその牧者（ぼくしゃ）にすぎない。その番人なり牧者なりの生を通じて徐々にわからされてくるのは、実在は、そこにあると指示されているにもかかわらず、人間に認識されるのを拒絶しているということである。それを「無」とよべば、人間は実在を求めて、自分が無に永遠に回帰するほかないと知る。つまりニーチェの「永劫回帰」である。それが死という無にかかわるものとしての人間にとっての実在の姿なのだ。」

#### フーコー 真理/権力
ミシェル・フーコーは、哲学の役割は隠れているものをあらわにするものではなく、今まさに見えているが、あまりにも近くにあるがゆえにかえってその実態が見えなくなっているものを見えるようにするものであるとして、『ニーチェ、系譜学、歴史』（1971年）において、ニーチェの系譜学を批判的に承継し、今日の現実性の中での真理について探求した。彼によれば、私たちを権力者の支配から自由にしてくれるはずの永遠かつ普遍の真理は、現実には権力と結託してきた共犯者であった。伝統的歴史学は、歴史の外に自らの視点を置こうとするが、それは永遠普遍の真理を前提とした形而上学にほかならないとしたうえで、系譜学は、自らが視点が歴史の中に埋没する解釈の一つにすぎないことを認める。そのことによって初めて伝統的な真理概念に引きずられない現実性の真理についての記述が可能になる。系譜学によれば、ある言説が真とされるのはそれが客観的・普遍的に真であるからではなく、「真理への意志」 (volonté de vérité)が働いた結果である。たとえ真理を言ったとしてもその時代の真なるもののうちにいなければ、その言明は「真理」とは見なされ得ない。真偽を区別するのは真理の意思であるが、これは様々な制度によって強化されているが、これはあまりに近くにあるためわれわれが気が付かないように巧妙に作用している。そして、彼は、現代の知識人はもはらアームチェアの上で真理について思索することは不可能であり、むしろ自らが権力の標的であると同時に道具でもあるような場所において、権力のさまざまなかたちと闘ってゆくことが必要なのだと述べ、晩年には、「危険」を顧みず「勇気」を持って「真理」を言うパレーシアの重要性について言及するようになった。

#### フレーゲとラムゼイ 真理のデフレ理論
フレーゲは、現在の分析哲学の基礎を作った人物である。彼は、数学・論理学の基礎を生物学的・心理学的な過程に求めようとする心理主義、殊に意味・思想までも表象ととらえることに強く反対し、意味・思想という論理的なものと心理的なものを厳密に区別しようとした。彼によれば、語は記号である「意義」と記号によって表示される「意味」は区別されなければならず、伝統的に命題といわれてきた文は意義である。文は客観的な思想を含むが、文の真理値がその文の意味なのだとする。すると、ある文、例えば、命題Pは命題「命題Pは真である」と同値になる。したがって、真理の概念は定義不可能になる。彼は、このように、言語表現の内包（意味）が外延（指示対象）を決定すると考え、心理的なものから論理的なものの領域を守ったのであった。
フランク・ラムゼイは、フレーゲの論を更に進めて真理は余分な概念であるとした。命題Pは命題「命題Pは真である」と同値になる。それゆえ真理は余分な概念であり、真理述語はいかなる性質も表現していない。対応説や整合説のように真理述語に存在論的・認識論的性質の表現を認める見解は真理のインフレ理論にあたり、これを認めない見解は真理のデフレ理論にあたる。真理述語は一定の推論的役割という下がり続ける貨幣価値しか有しない。しかし、それは命題が真になる条件を明らかにしてくれる。それは、『「Alice is alive.」が真であるのは、アリスが生きているときであり、かつ、そのときだけである。』との真理条件を満たすかどうか、によってテストすることができる。

#### タルスキとポパー 真理の意味論
アルフレッド・タルスキは、『形式論理における真理概念』（1931年）において、形式言語による真理述語の導入を提案し、それが可能になる言語の条件を研究した。彼によれば、真理概念の定義は、従来の対応説的な真理観に反せず、自己言及のパラドックスをさけることができる、形式的に正しいものでなければならない。そこから彼は、真理概念は文に適用され、特定の言語に相対的に定義され、意味論の基礎になっていることが必要であるとする。「Alice is alive.」という文について真偽を考えた場合、従来の対応説的な真理観からは、少なくともAliceが誰かという事実がわからないと真偽の判断はできないことになろう。しかし、事実がどうであれ、文が真になる条件を形式的に考えることはできるはずである。それが『「Alice is alive.」が真であるのは、アリスが生きているときであり、かつ、そのときだけである。』というものである。彼は、このような条件を真理条件と呼び、真理条件の記述を「（T）形式の同値」と呼んだ。『〜』内の文をT文と呼ぶが、T文内の「Alice is alive.」は英語ではなく、日本語である。なぜなら、その文に引き続く「〜が真であるのは、アリスが生きているときであり、かつ、そのときだけである。」という文が日本語だからである。このように真理概念は特定の言語に相対的に定義されなければならない。T文内の「Alice is alive.」を対象言語というが、その文に引き続く「〜が真であるのは、アリスが生きているときであり、かつ、そのときだけである。」は対象言語ではなく、対象言語の真偽を区別するためのメタ言語である。このように言語とメタ言語を区別することにより自己言及のパラドックスを避けることができる。真理概念が意味論の基礎になるというのは以下のようなことである。英語を全く理解しない日本人（A）が英語を理解する日本人（B）に「Alice is alive.」の意味を質問する場合を想定すると、Bは、『「Alice is alive.」が真であるのは、アリスが生きているときであり、かつ、そのときだけである。』と答える。Aは、Aliceがアリスであり、生きているものであることを理解するかもしれないが、人間なのか動物なのかを理解しないかもしれない。そこで、Aが「Alice is animal.」と質問すると、Bは、『「Alice is animal.」が真であるのは、アリスが動物であるときであり、かつ、そのときだけである。したがって、「Alice is animal.」は偽である。』と答える。そのような問答を続けていけば、Bはいつか『「Alice is alive.」の意味を特定できるはずである。彼は、このような発想に従って数学上のやや特殊ないくつかの言語についてその平叙文が真になる条件を記載してみせた。彼のこのような方法は、応用のきく発展性のあるものだったので、以後ソール・クリプキ、ドナルド・デイヴィッドソンらが研究を進めている。
カール・ポパーは、タルスキの真理意味論と科学的実在論を結びつけた。彼は、文については真理意味論を継承しつつも、ある科学的理論は常に反証の危険を潜在的に有しており真理であることを確定することはできないが、真理に向かっての基準は存在し、その限りで科学的な真理は存在するという。彼は、実在論の立場に立ち、実在をわれわれの認識から独立したものとしつつも、実在を近似的に表現した理論という形での対応は認めることができるとし、開かれた社会における討論によりより優れた理論が出現し、やがて客観的な真実へと向かって収束していくという。

## 真理論の現在と未来
真理論は、相対主義的な見方に反論する形で、神の視点からする永遠・普遍の真理の概念が生まれたが、近代認識論の成立により真理を人間の知性の内部に求める主観主義が生まれ、様々なヴァリエーションに分岐した。科学の飛躍的な発展に伴い、永遠・普遍の宗教的真理概念に代わって、客観的な科学的真理概念が生まれたことにより、現代の真理概念は様々な形で修正を受け、暫定的な真理という意味での相対的な傾向を強めているが、それでもなお相対主義に陥らない努力が続けられている。そのような状況において古典的な対応説が見直され、実在論と結びついた形で新たな対応説が復権を遂げているものの、観念論を現代的に修正した反実在論も有力であり、議論は収束する気配を見せてはいない。